# Шатенье, Максим
Максим Шатенье (фр. Maxime Chataignier; род. 15 сентября 1988, Безансон) — французский шорт-трекист, четырёхкратный призёр чемпионатов Европы (2006, 2008, 2010); пятикратный призёр этапов Кубка мира по шорт-треку. Участник зимних Олимпийских игр 2006, 2010 и 2014 годов.

## Спортивная карьера
Максим Шатенье начал заниматься конькобежным спортом в возрасте 8 лет в Дижоне. Его дебют в сборной состоялся в 2005 году. В январе на юниорском чемпионате мира в Белграде он занял 8-е место в личном зачёте многоборья. В том же месяце на чемпионате Европы в Турине с командой поднялся на 7-е место в эстафете, а в марте на командном чемпионате мира в Чхунчхоне занял 4-е место.
Осенью 2005 года он дебютировал на Кубке мира и сразу занял 6-е места на дистанции 1500 м в Сеуле и Гааге. В 2006 году на юниорском чемпионате мира в Меркуря-Чук Шатенье выиграл золотые медали в беге на 1000 м и в эстафете. Он также занял 2-е место в абсолютном зачёте. На чемпионате Европы в Крыница-Здруй и в эстафете получил серебро, а также занял 7-е место в общем зачёте. 
В феврале на Олимпийских играх в Турине в 2006 году он был самым молодым французским спортсменом, и участвовал на дистанции 1500 м, где не смог пробиться в четвертьфинал и занял 18-е место. В 2007 году на Кубке мира в 2006/2007 в Херенвене он выиграл бронзу вместе с командой в эстафете. Он выиграл бронзу в эстафете на чемпионате мира среди юниоров в Млада-Болеславе и стал 9-м в многоборье.
На очередном чемпионате мира среди юниоров в Больцано Максим вновь занял 2-е место с командой в эстафете и на чемпионате Европы в Вентспилсе Шатенье выиграл эстафетную бронзу. В декабре 2008 года он сломал левую бедренную кость при падении во время тренировки и вернулся на трек в феврале 2009 года. Пропустив чемпионаты мира и европы он вернулся в сезоне 2009/10 годов на Кубке мира, где занял лучшее 7-е место в беге на 1500 м в Маркетте.
В 2010 году в Дрездене он стал чемпионом Европы на дистанции 500 метров и занял 3-е место в абсолютном зачёте. Олимпийские игры в Ванкувере не принесли больших результатов Шатенье, он вновь выбыл на обоих дистанциях 1000 и 1500 метров на первом этапе. В эстафете сборная Франции заняла 5 место. На чемпионате мира в Софии он занял 6-е место на дистанции 1000 м и в общем зачёте стал 12-м.
В конце года он выиграл несколько подиумов на Кубке мира в Монреале бронзу на 1500 м и серебро в эстафете, в Квебеке бронзу на 1500 м, в Чанчуне на дистанции 1000 м - бронзу и в Шанхае на 1500 м - бронзу. На чемпионате Европы в Херенвене Шатенье занял 4-е место в беге на 1000 м и 5-е на этой дистанции на чемпионате мира в Шеффилде.
Максим Шатенье в ноябре 2011 года воспользовался рабочей программой между правительством региона Бургундия, Французской федерацией ледовых видов спорта и местным бизнесом "les Tout Petits". Программа позволила ему работать с малышами, но при этом тренироваться и соревноваться, получая зарплату на полную ставку. Он работал учителем и наставником по ноябрь 2012 года. В марте 2013 года он выиграл бронзовую медаль в беге на 500 м и занял 4-е место на 1500 м на зимних Всемирных военных играх в Анси.
В декабре 2013 года он занял 3-е место на чемпионате Франции и отобрался на Олимпиаду в Сочи. На чемпионате Европы в Дрездене вместе с товарищами занял только 8-е место в эстафете. На зимних Олимпийских играх в Сочи он занял на дистанции 1500 м - 23-е место, на 1000 м - 31-е место. Перед сезоном 2014/15 годов он перенёс вновь операцию на бедренной кости, которая постепенно разрушалась, и он пропустил первые четыре этапа Кубка мира 2014 года.
Его последние старты были в 2015 году на чемпионате Европы в Дордрехте, где он с командой занял 5-е место в эстафете и в феврале на этапах Кубка мира.

## Личная жизнь
По окончании карьеры в шорт-треке продолжал заниматься роликовыми коньками, в 2015 году он поступил в пожарную бригаду в Париже, тем самым исполнив свою детскую мечту. После трёхлетней работы в пожарной части Парижа Максим Шатенье направился в Тулузу, чтобы присоединиться к своей спутнице Гвендолен Фер, у которой свои конюшни. В настоящее время Шатенье увлекается верховой ездой, скейтбордингом, мотоциклами BMX, кулинарией  и любит путешествовать. Максим окончил Университет Бургундии в Дижоне на факультете коучинга и умственной деятельности и Университет Перпиньяна в Фон-Ромё, получив государственный аттестат специализированного спортивного педагога 1 и 2 уровня.